# Isola Blaiklock
L'isola Blaiklock è un'isola situata al largo della costa di Loubet, nella Terra di Graham, in Antartide. L'isola, che ha forma irregolare che raggiunge una lunghezza di circa 18 km e una larghezza di circa 11,4, e che raggiunge i 1180 m s.l.m. in corrispondenza della vetta del monte Kershaw, nella parte nord-orientale dell'isola, si trova in particolare tra il fiordo di Bigourdan e il fiordo di Bourgeois, subito a nord-est dell'isola Pourquoi Pas, da cui la divide il canale chiamato The Narrows. A separarla dalla terraferma è invece il canale di Jones, uno stretto canale un tempo completamente ricoperto dai ghiacci dell'omonima piattaforma glaciale che univano l'isola alla penisola Arrowsmith.

## Storia
L'isola Blaiklock è stata scoperta spedizione britannica nella Terra di Graham, condotta dal 1934 al 1937 al comando di John Riddoch Rymill, i cui membri effettuarono anche un'analisi geodetica dell'isola, nel 1936, scambiandola però per un promontorio. Solo nel 1949, il geodeta britannico Kenneth Victor Blaiklock, che al tempo lavorava per Falkland Islands Dependencies Survey, riconobbe la vera natura di isola di quella formazione, che fu quindi battezzata dal Comitato britannico per i toponimi antartici con il suo nome. Sull'isola è presente il Blaiklock shelter, un piccolo rifugio considerato un avamposto della stazione britannica Base Y, sita 35 km più a sud, sull'isola Horseshoe, e quindi considerato oggi parte del sito storico antartico avente sigla HSM-63.